# نومل پلیس (آریزونا)
نومل پلیس (به انگلیسی: Nommel Place) یک منطقهٔ مسکونی در ایالات متحده آمریکا است که در آریزونا واقع شده‌است. نومل پلیس ۱٬۵۹۳ متر بالاتر از سطح دریا واقع شده‌است.